# Дамир Полић
Дамир Полић (Сплит, 3. април 1953) бивши је југословенски ватерполиста.

## Спортска биографија
Рођен је у Сплиту 3. априла 1953. године. Седамдесетих година двадесетог века играо је за сплитски ПОШК, са којим је био други у првенству Југославије више пута, титула би на крају измакла замало. Али је зато Полићева екипа узела два купа Југославије, 1980. и 1982, два европска Купа победника купова, 1981. и 1983, те европски Суперкуп 1983. године. За ПОШК је наступао од 1969. до 1985. године. Потом је играо за италијанске клубове Казерту 1986, Волтурно од 1986. до 1987, Косенцу од 1987. до 1988. и поново за Волтурно од 1994. до 1995. године.
Наступао је за репрезентацију Југославије у периоду од 1973. до 1981. године. Учесник је Олимпијских игара 1976. године у Монтреалу и 1980. године у Москви где је освојио сребрну олимпијску медаљу, док су у Монтреалу „плави“ били пети. На првенствима Европе, Полић је освојио бронзу 1974. у Бечу и сребро 1977. Јенчепингу. Има и две бронзане медаље са Светских првенстава 1973. у Београду те с оног 1978. у Берлину. На Медитеранским играма у Сплиту 1979. године освојена је златна медаља, а четири године раније, 1975. у Тунису, сребрна.
Као ватерполо тренер, водио је од 1988. до 1990. италијански Волтурно, потом од 1994. до 1995. такође италијанску Косенцу, од 2005. до 2007. свој матични клуб ПОШК.

## Успеси
Играч
Југославија
- медаље
- сребро : Олимпијске игре Москва 1980.
- бронза : Светско првенство Београд 1973.
- бронза : Светско првенство Берлин 1978.
- бронза : Европско првенство Беч 1974.
- сребро : Европско првенство Јенчепинг 1977.